# Symphonie no 3 de Chostakovitch
« Premier mai »
Pour les articles homonymes, voir Symphonie no 3.
La Symphonie no 3 en mi bémol majeur (Opus 20), sous-titrée « Premier mai », est la troisième des quinze symphonies de Dmitri Chostakovitch, composée en 1929. C'est une symphonie avec chœur. Elle utilise un texte de Semion Kirsanov.
De même que la deuxième symphonie, elle est considérée comme une symphonie expérimentale.

## Structure
L'œuvre se divise en quatre mouvements, qui s'enchaînent sans coupures, de manière similaire à la deuxième symphonie. Le dernier mouvement fait intervenir le chœur.
1. Allegretto — Allegro
2. Andante
3. Allegro — Largo
4. Moderato : V pervoye Pervoye maya

## Fiche technique
- Titre : Symphonie no 3 en mi bémol majeur, op. 20
  - Sous-titre : Premier mai
- Composition : 1929
- Création : 21 janvier 1930 par l'Orchestre philharmonique de Leningrad et le Chœur académique Capella sous la direction d'Alexandre Gaouk.
- Durée : 30 minutes

### Orchestration
La troisième symphonie est écrite pour un orchestre comprenant les cordes, les bois par paires, plus un piccolo, quatre cors, deux trompettes, trois trombones, un tuba, timbales et percussions (quatre instrumentistes), auquel s'ajoute un chœur dans le dernier mouvement.

## Histoire
Elle a été écrite deux ans après la deuxième symphonie et cinq ans avant sa quatrième. Elle est postérieure d'un an à son opéra Le Nez.
Avec sa « deuxième symphonie, l'œuvre était destinée à faire partie d'une série de partitions pour célébrer le calendrier révolutionnaire, projet inabouti ».

### Composition
Même si elle reste une œuvre expérimentale, le style de la troisième symphonie est beaucoup plus léger que celui de la deuxième. Le chœur final est aussi plus mélodique. L'ensemble donne une impression de joie de vivre, avec de nombreux éléments empruntés aux fêtes populaires et aux marches traditionnelles.
Dans une lettre à Boleslav Yavorsky, Chostakovitch a écrit que son œuvre « exprimait l'esprit de la reconstruction pacifique ». D'un autre côté, on peut constater que la plus grande partie du matériau qui précède le final est d'une tonalité plutôt sombre. Il devait même à l'origine inclure une partie pour mitrailleuse.

### Création et réception
La première russe a eu lieu le 21 janvier 1930 à Leningrad sous la direction d'Alexandre Gaouk, la première américaine le 30 décembre 1932 par Leopold Stokowski.

## Analyse

### Allegretto — Allegro
La symphonie s'ouvre par un dialogue songeur entre les clarinettes, avec les cordes en pizzicati, bientôt suivi par des échanges extatiques entre groupes instrumentaux, qui alternent avec des passages véhéments avec tout l'orchestre. Le climax de ce mouvement est marqué par une marche menée par les cuivres et le tambour.

### Andante
Le second mouvement est introduit par les violons dans le registre aigu, suivi d'un passage plus désolé aux cuivres et percussions, qui gagne peu à peu en chaleur, et une expressivité qui fait songer à la musique de Mahler.

### Allegro — Largo
Ce mouvement en manière de Scherzo est introduit par un motif aux cordes qui gagne peu à peu en élan et en intensité théâtrale, avec les cuivres, jusqu'à une coupure marquée par un signal au tambour, avec les cordes et les cuivres, puis des coups de grosse caisse, qui déclinent finalement, pour laisser place au tuba et aux cordes dans le registre grave. Après quoi des glissandi de cordes alternent avec un passage en fanfare joué par les trombones et les trompettes, puis l'ensemble des cuivres à l'unisson.

### Moderato:V pervoye, Pervoye Maya
Le final présente un texte Semion Kirsanov à la gloire de la Fête du Travail du premier mai et de la révolution, texte intitulé « Pervoye Maya », qui signifie « Premier mai » en russe. Le chœur à l'unisson alterne avec des passages pour les voix d'hommes, puis les voix de femmes, avant un final grandiose et triomphal, lancé par les trompettes et les cordes.

## Discographie sélective
| Direction          | Orchestre                                    | Année | Label               | Note |
| ------------------ | -------------------------------------------- | ----- | ------------------- | ---- |
| Kirill Kondrachine | Orchestre philharmonique de Moscou           | 1972  | Melodiya            |      |
| Bernard Haitink    | Orchestre et chœur philharmonique de Londres | 1981  | Decca               |      |
| Vasily Petrenko    | Royal Liverpool Philharmonic Orchestra       | 2010  | Naxos (label)       |      |
| Andris Nelsons     | Orchestre symphonique de Boston              | 2023  | Deutsche Grammophon |      |

## Adaptation au cinéma
Les accords finaux sont utilisés dans le film La Symphonie du Donbass de Dziga Vertov (1931).